# Miejscowe Koło Międzykorporacyjne
Miejscowe Koło Międzykorporacyjne to terenowy organ Związku Polskich Korporacji Akademickich (ZPK!A). W jego skład wchodziły wszystkie działające na terenie danego ośrodka akademickiego Polskie Korporacje Akademickie zrzeszone w ZPK!A. Był to istotny element struktury związkowej, właściwie jego komórka pozbawiona odrębnej osobowości prawnej, jak i ideologii korporacyjnej. Na forum miejscowego Koła Międzykorporacyjnego koordynowano wspólne korporacyjne działania, organizowano zawody sportowe i bale korporacyjne, decydowano o przyjęciu nowych korporacji. Struktura wewnętrzna rozbijała się na kilka regionalnych środowisk, w których istniały Koła, składające się z delegatów poszczególnych korporacji. Sieć terenowa Związku obejmowała osiem ośrodków akademickich: 
- Poznańskie Koło Międzykorporacyjne
- Warszawskie Koło Międzykorporacyjne
- Gdańskie Koło Międzykorporacyjne
- Lwowskie Koło Międzykorporacyjne
- Wileńskie Koło Międzykorporacyjne
- Krakowskie Koło Międzykorporacyjne
- Cieszyńskie Koło Międzykorporacyjne
- Lublińskie Koło Międzykorporacyjne